# Ombra

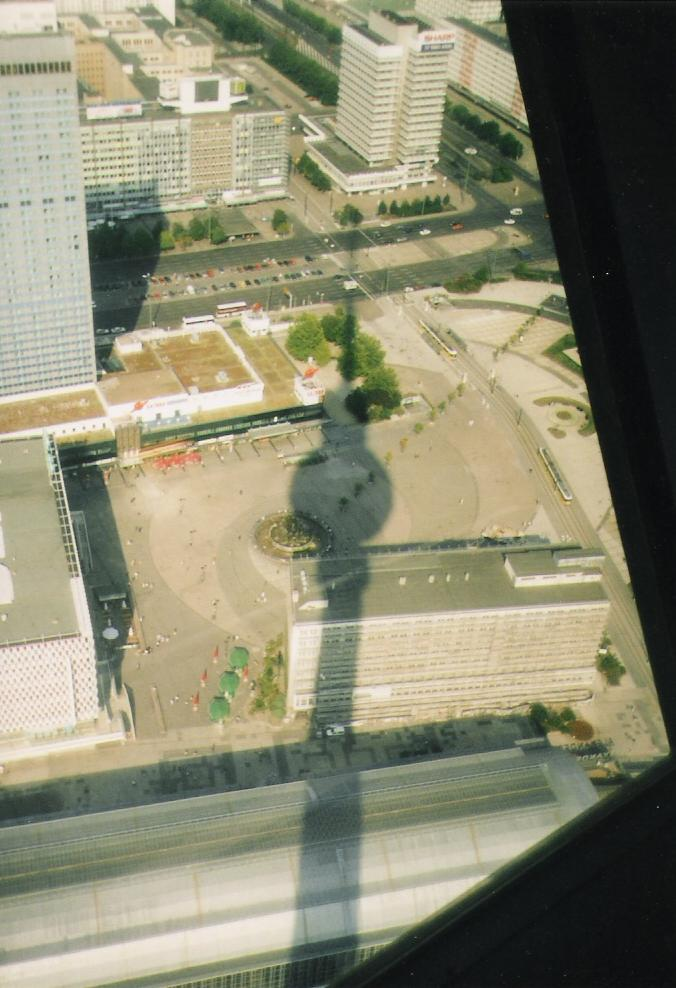
Ombra a Berlín.

Una ombra és una regió fosca on la llum és obstaculitzada. Una ombra ocupa tot l'espai de darrere un objecte opac amb una font de llum enfront seu. La secció eficaç d'una ombra és una silueta bidimensional o una projecció invertida de l'objecte que bloqueja la llum.

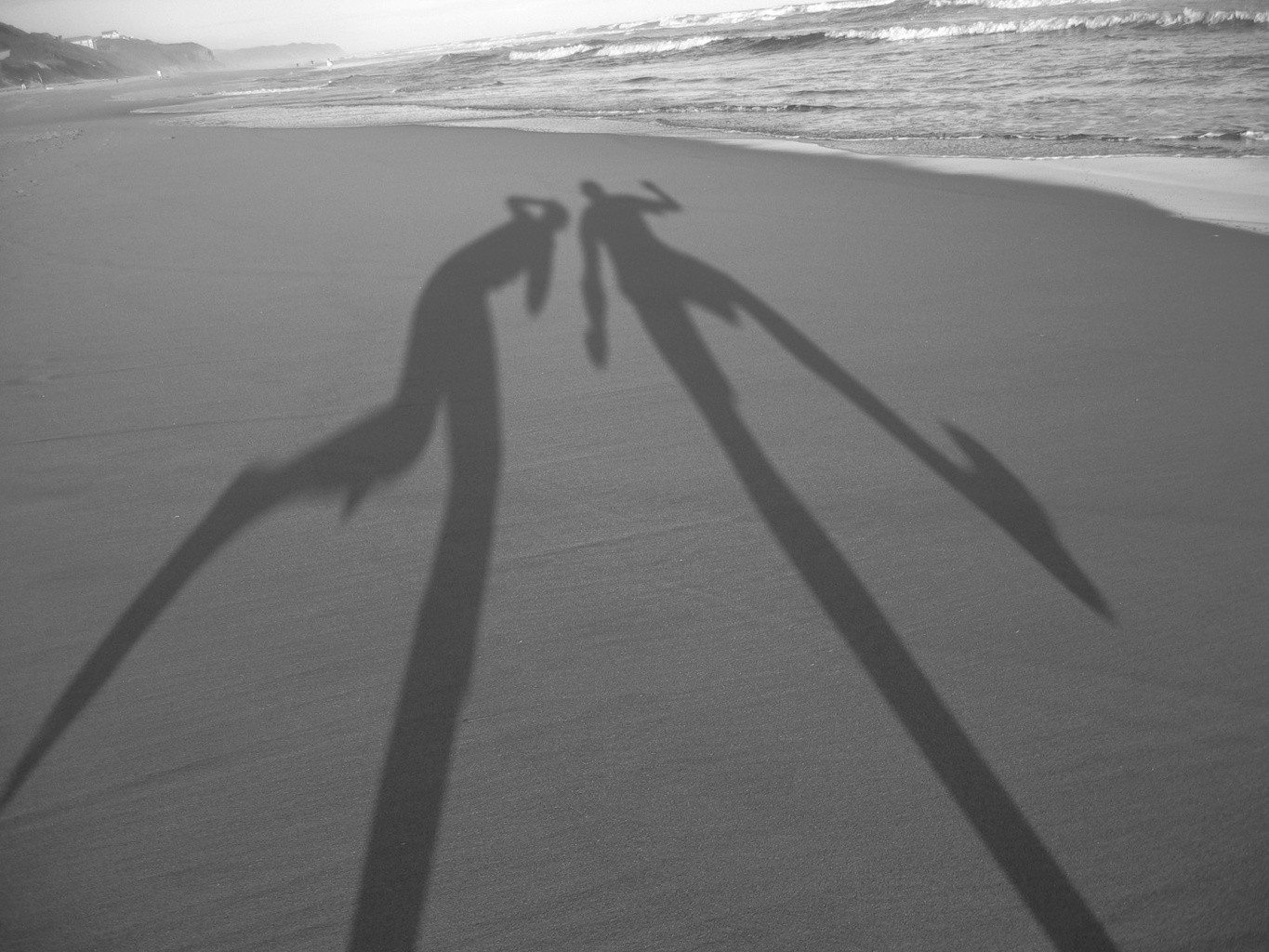
Ombres allargades a una platja.

Com més petit és l'angle entre la direcció de la llum i un objecte allargat que l'obstaculitzi, més curta serà la seva ombra. D'altra banda, com més petit sigui l'angle entre la direcció de la llum i la superfície en la qual apareix l'ombra, més llarga serà aquesta. Si l'objecte està prop de la font lluminosa, l'ombra serà major que si l'objecte es troba lluny. Si la superfície està corbada, hi haurà més distorsions.
Quan la font de llum no és puntual, l'ombra es divideix en ombra i penombra. Com més ampla és la font de llum, més difuminada o borrosa serà l'ombra.
Si hi ha múltiples fonts lluminoses, hi haurà múltiples ombres, amb les parts superposades més fosques, o amb una combinació de colors. Quan una persona o un objecte està en contacte amb la superfície, com una persona asseguda a terra, o un pal clavat, les ombres convergeixen cap al punt de contacte.

## Ombres de colors
Si es produïx la llum blanca mitjançant diverses fonts de llum de diferents colors, les ombres també tindran diferents colors.
Si només existeix una font de llum, les ombres creades per la font seran sempre grises, sigui quin sigui el color de la font. En canvi, si existeixen dues fonts de llum de diferents colors, suposem vermell i blau, les ombres projectades per cadascuna d'elles seran del color de l'altra font de llum, i només la intersecció d'ambdues ombres serà grisa. És a dir, l'ombra de la llum vermella serà blava, doncs està il·luminada per la font blava, i viceversa. En cas que existeixin més fonts de llum, cada ombra serà del color resultant de l'addició de les fonts que encara il·luminen aquesta zona, romanent en grisa les zones on interseccionen les ombres de totes les fonts lluminoses.

## Altres notes

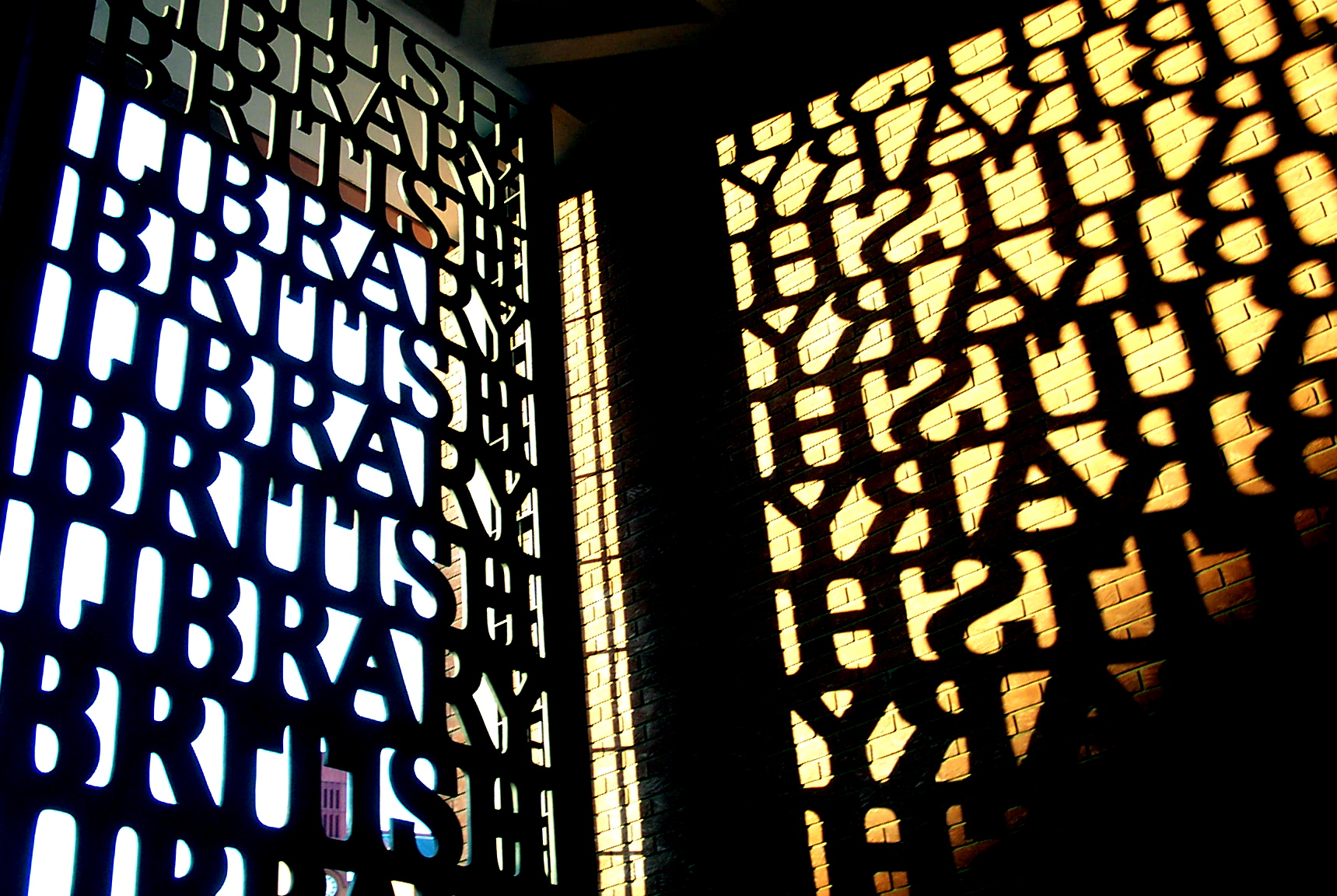
Ombra d'un text invertit

Una ombra projectada per la Terra sobre la Lluna és un eclipsi lunar. Pel costat contrari, una ombra projectada per la Lluna sobre la Terra és un eclipsi solar.
En les imatges per satèl·lit i fotografies aèries, preses verticalment, es poden reconèixer els edificis alts per les seves ombres igualment llargues (sempre que les fotografies no es prenguin en els tròpics al migdia), el que també ens mostra millor la forma d'aquests edificis. Una utilització cèlebre de les ombres és la que va realitzar Tales de Milet per a calcular l'altura de les piràmides, utilitzant el seu famós Teorema.
Una ombra mostra, exceptuant distorssions, la mateixa figura que la silueta d'un objecte vist des del punt de vista de la font de llum. És per això que obtenim la imatge especular de la silueta vista des de l'altre costat.

## Ficció

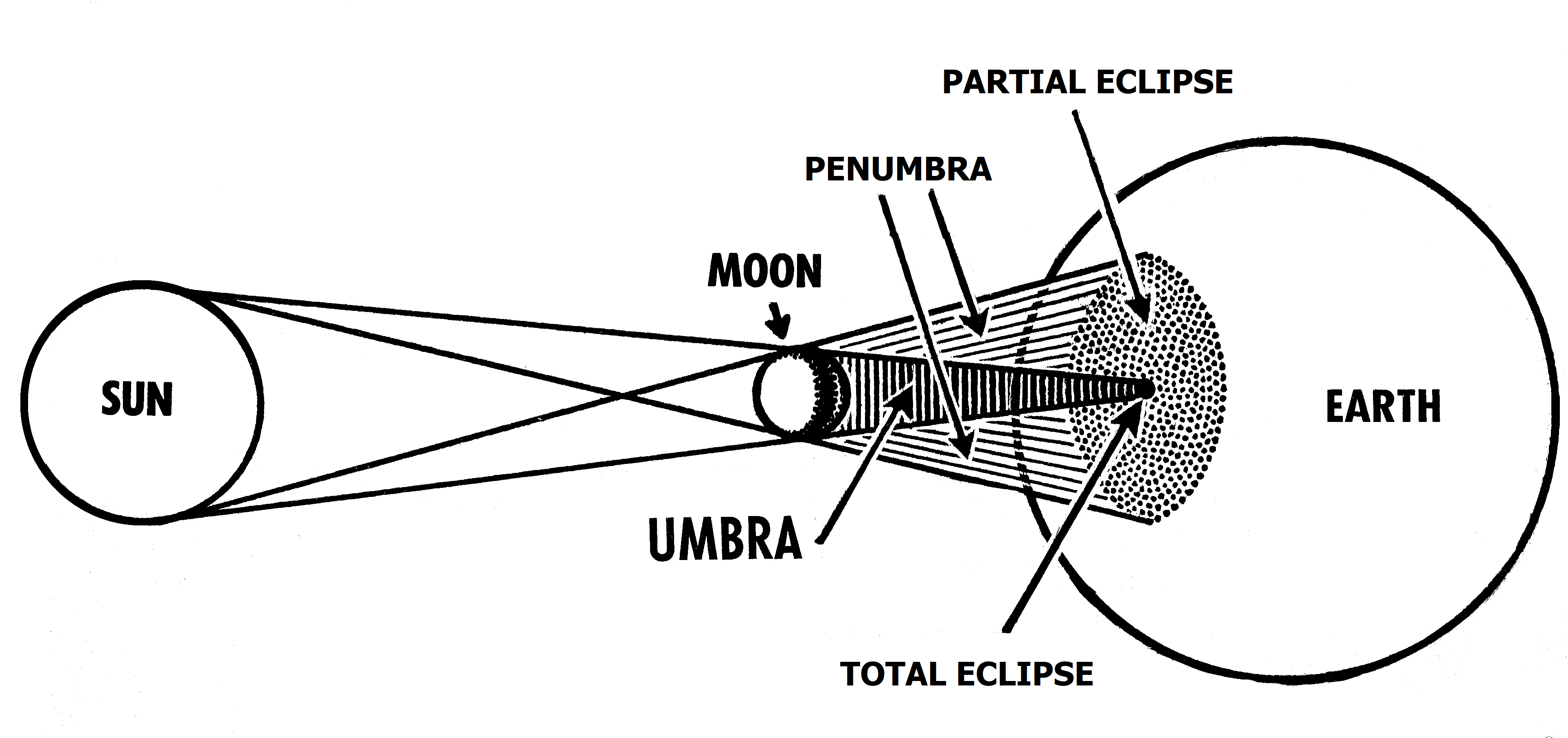
Ombra i penombra en un eclipsi solar.

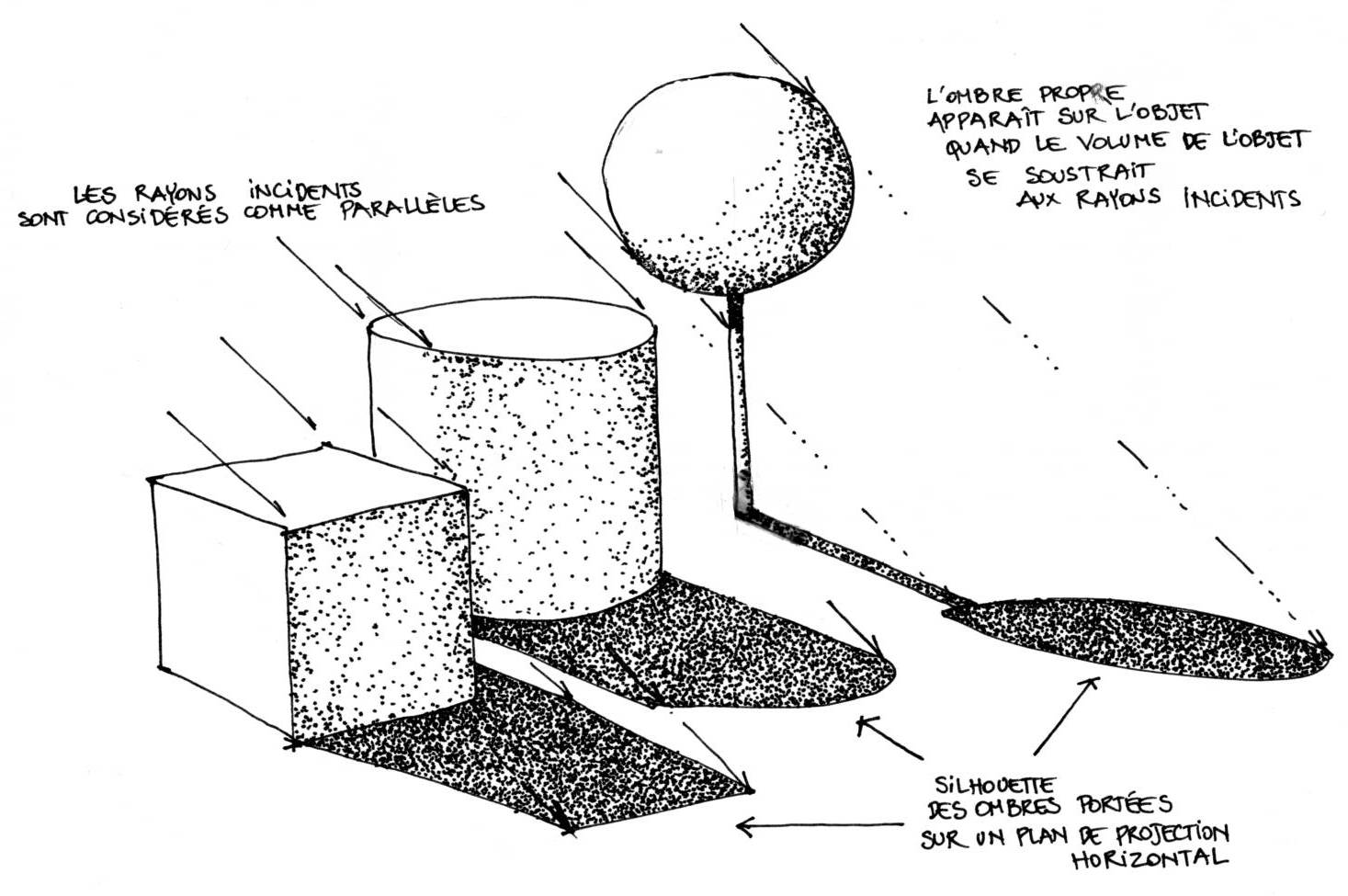
Ombra pròpia (la part de l’objecte no il·luminada) i ombra projectada (sobre superfícies exteriors a l’objecte).

A la novel·la Peter Pan el protagonista perd la seva ombra: se li desprèn quan al saltar per la finestra es tanca de cop després d'ell. La guarden en un calaix i després Wendy la hi torna a cosir.
En molts jocs fantàstics, s'identifica l'ombra generalment com la font de les arts fosques i la màgia negra. Es diu, sobretot en aquest gènere, que les ombres són les ànimes desviades de gent que ha perdut la vida tràgicament o que no van ser acceptades ni al cel ni a l'infern. No obstant això altres creences diuen que les ombres no fan més que reflectir el yang de la persona i a vegades si la persona no és pura (bondadosa) reflecteixen el seu yin (la part de la persona que roman oprimida, la seva altra essència); per això es va creure que són l'altra part de la persona, ja que l'ombra no sempre significa maldat així com la llum no sempre ha de significar bondat (en el que fallen moltes vegades les persones).
A la novel·la Jack of Shadows de Roger Zelazny, el protagonista té una habilitat única per a manipular màgicament les ombres.
En la sèrie de Novel·les de Àmbar, també de Zelazny, l'ombra és una substància metafísica dins la qual poden existir tots els universos possibles, si una persona que compleixi certs criteris desitja viatjar a ells.
A El Senyor dels Anells de J.R.R. Tolkien, Mordor és la terra «on moren les ombres».
En la sèrie de Manga i Anime One Piece durant la saga de Thriller Bark apareix un enemic, el Shichibukai Gecko Moria, qui és capaç d'arrabassar (literalment tallant-les) les ombres de la gent i amb elles insuflar vida a cadàvers. A més, en arrabassar l'ombra d'un cos, aquest quedava inconscient un temps i no podia ser exposat a la llum directa del sol, no eren capaços de reflectir-se als miralls i sens dubte no tindrian ombra.
Al videojoc The Legend of Zelda: Twilight Princess, el malvat antagonista del joc, Zant és anomenat freqüentment en la versió castellana del joc com a Tirà de les Ombres. Això és degut al fet que és el Rei autoproclamat del Twilight Realm, un món d'ombres. També és anomenat el Twilight Realm com els dominis de les ombres, on regna la maldat, segons els habitants del Món de la Llum (Hyrule).